# De zusters Karamazov
De zusters Karamazov is een lied van Drs. P uit 1957 en beschrijft het relaas van twee gezusters, Constance en Mathilde, te Overveen die ruzie krijgen over de verdeling van een erfenis: de kleding van tante Heleen. Uiteindelijk probeert Mathilde haar zuster om te brengen door haar koffie te vergiftigen, maar zij kan het niet laten een slokje te proeven om te controleren of het wel goed is. Dit wordt haar fataal. Constance blijft eenzaam achter met de kleding.
Steeds herhaald wordt dat de tijd ondertussen gewoon voortschrijdt: 

Terwijl de kater sliep,
en de pendule liep 
en de kanarie sprak: 
"Tsjiep, tsjiep, tsjiep, tsjiep".
Het lied vormt entertainment met een melancholische kern: hebzucht kan leiden tot tweedracht, twist en erger, zelfs uiteindelijk tot moord. Opvallend is dat de naam Karamazov (uit de titel) in het lied zelf nergens genoemd wordt. Het lied is dan ook beter bekend onder de (foutieve) naam Tante Constance en tante Mathilde.
De titel van het lied zinspeelt op De gebroeders Karamazov, een bekend boek van de Russische schrijver Fjodor Dostojevski.
De melodie van het refrein is enigszins verwant aan die van het eerste deel van Wolfgang Amadeus Mozarts "Pianosonate nr. 11 in A-majeur (KV 331)".